# رادومير تودوروف
رادومير تودوروف هو لاعب كرة قدم بلغاري في مركز الدفاع، ولد في 11 أغسطس 1980 في فارنا في بلغاريا. لعب مع نادي باكو ونادي خزر لنكران ونادي سبارتاك فارنا.

## وصلات خارجية
- رادومير تودوروف على موقع قاعدة بيانات كرة القدم.إي يو (الإنجليزية)
- رادومير تودوروف على موقع Soccerway.com (الإنجليزية)